# Greg Evigan
Gregory Ralph Evigan (n. South Amboy, Nueva Jersey, 14 de octubre de 1953) es un actor estadounidense.

## Biografía
Hijo de una pianista y un cantante, comenzó su carrera en los escenarios, participando en el reparto del musical Jesucristo Superstar.
Está casado con la actriz Pamela C. Serpe desde 1979 y es padre de las actrices Briana Evigan, Vannesa Lee y del músico Jason Evigan.

## Carrera
Su presencia en televisión fue habitual desde mediados de la década de los setenta, aunque la explosión de popularidad le llega gracias al papel protagonista de la serie Billy Joe y su mono (1979-1981), que narraba las aventuras de un conductor de camión y su chimpancé Bear. La serie lo convirtió en un auténtico ídolo de adolescentes, sobre todo en su país natal.
Finalizada la producción, continuó interpretando pequeños papeles episódicos en serie como Se ha escrito un crimen, Hotel, Fama, Mike Hammer.
Su popularidad remonta con la sitcom Mis dos padres, en la que dio vida a Joey Harris, un hombre que de repente se ve convertido en padre de una adolescente cuya madre acaba de fallecer y con la que Harris había mantenido un romance. La serie se emitió entre 1987 y 1990.
Con posterioridad ha mantenido su presencia en la pequeña pantalla, a través de personajes episódicos en series como Melrose Place (1992), CSI (2005) o Mujeres desesperadas (2007). También apareció en telefilmes como One of Her Own (1994) y Terremoto en Nueva York (1998).
Su carrera cinematográfica ha sido mucho menos prolífica y casi siempre en títulos menores.